# Kinney County
Das Kinney County ist ein County im Bundesstaat Texas der Vereinigten Staaten. Das U.S. Census Bureau hat bei der Volkszählung 2020 eine Einwohnerzahl von 3.129 ermittelt. Der Sitz der County-Verwaltung (County Seat) befindet sich in Brackettville.

## Geographie
Das County liegt südwestlich des geographischen Zentrums von Texas, im Südwesten an der Grenze zu Mexiko und hat eine Fläche von 3356 Quadratkilometern, wovon 5 Quadratkilometer Wasserfläche sind. Es grenzt im Uhrzeigersinn an folgende Countys: Edwards County, Uvalde County, Maverick County und Val Verde County.

## Geschichte
Kinney County wurde am 28. Januar 1850 aus Teilen des Bexar County gebildet. Die Verwaltungsorganisation wurde am 7. Februar 1874 abgeschlossen. Benannt wurde es nach Henry Lawrence Kinney, einem Bodenspekulanten, mutmaßlichen Schmuggler und Gründer von Corpus Christi. Er war Mitglied in der State Legislature der Republik Texas und im Senat von Texas. Eine versuchte Koloniegründung in Nicaragua gab er auf Druck der Vereinigten Staaten auf und kehrte in die State Legislature zurück, die er als Gegner der Sezession 1861 wieder verließ.
Im County begingen Südstaatler im Sezessionskrieg das Massaker am Nueces River 1862 an deutschstämmigen Texanern.

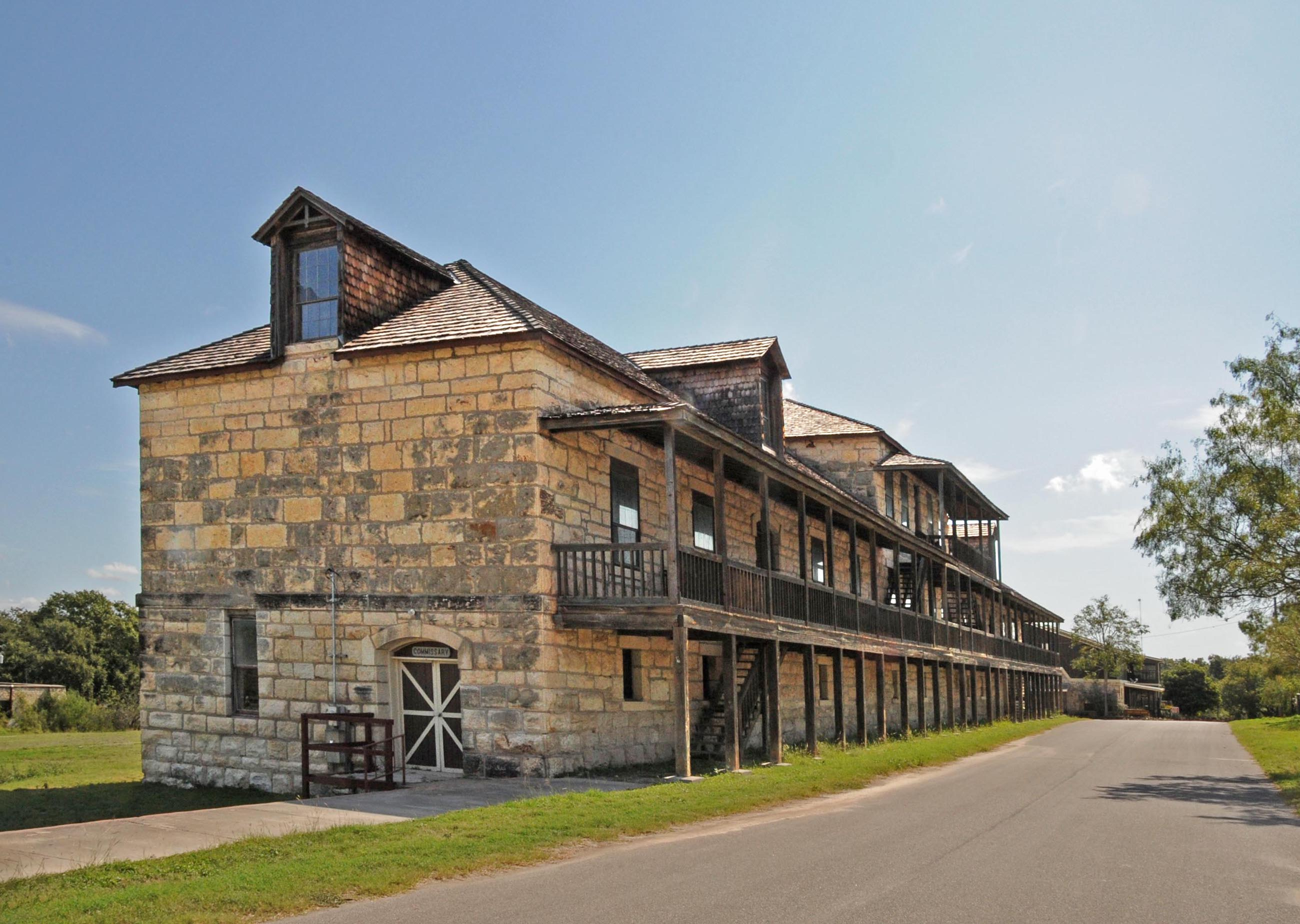
Ehemalige Marketenderei im Fort Clark Historic District (2015)

Zwei Orte im County sind im National Register of Historic Places („Nationales Verzeichnis historischer Orte“; NRHP) eingetragen (Stand 25. November 2021), das Kinney County Courthouse und der Fort Clark Historic District.

## Demografische Daten

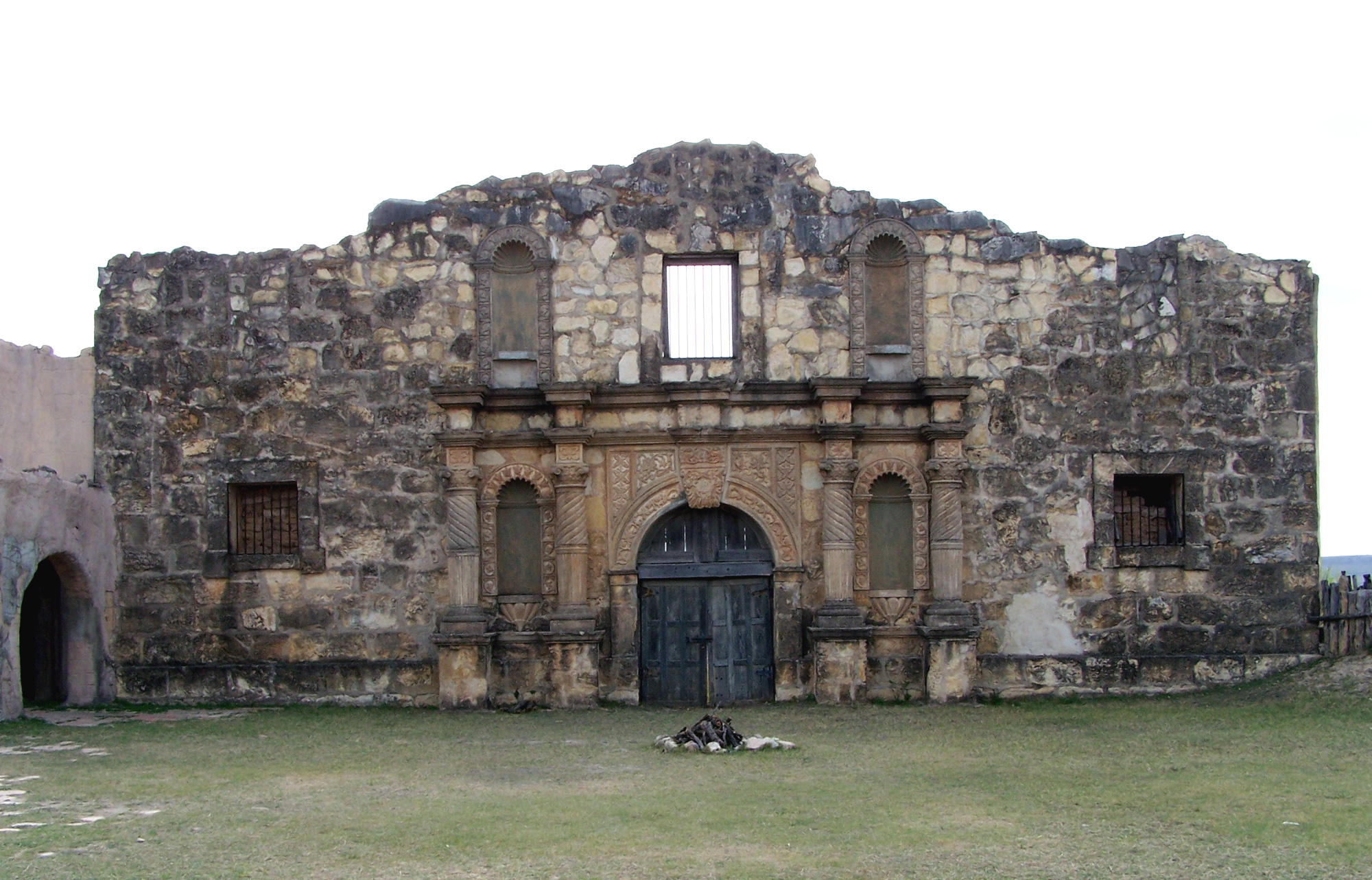
Nachbau von Alamo in Alamo Village, nördlich von Brackettville

Nach der Volkszählung im Jahr 2000 lebten im Kinney County 3.379 Menschen. Davon wohnten 23 Personen in Sammelunterkünften, die anderen Einwohner lebten in 1.314 Haushalten und 940 Familien. Die Bevölkerungsdichte betrug 1 Einwohner pro Quadratkilometer. Ethnisch betrachtet setzte sich die Bevölkerung zusammen aus 75,8 Prozent Weißen, 1,7 Prozent Afroamerikanern, 0,3 Prozent amerikanischen Ureinwohnern, 0,1 Prozent Asiaten und 18,6 Prozent aus anderen ethnischen Gruppen; 3,4 Prozent stammten von zwei oder mehr ethnischen Gruppen ab. 50,5 Prozent der Einwohner waren spanischer oder lateinamerikanischer Abstammung.
Von den 1.314 Haushalten hatten 27,2 Prozent Kinder oder Jugendliche, die mit ihnen zusammen lebten. 61,8 Prozent waren verheiratete, zusammenlebende Paare 6,4 Prozent waren allein erziehende Mütter und 28,4 Prozent waren keine Familien. 26,6 Prozent waren Singlehaushalte und in 16,4 Prozent lebten Menschen im Alter von 65 Jahren oder darüber. Die durchschnittliche Haushaltsgröße betrug 2,55 und die durchschnittliche Familiengröße betrug 3,10 Personen.
25,7 Prozent der Bevölkerung war unter 18 Jahre alt, 5,3 Prozent zwischen 18 und 24, 21,5 Prozent zwischen 25 und 44, 23,1 Prozent zwischen 45 und 64 und 24,3 Prozent waren 65 Jahre alt oder älter. Das Medianalter betrug 43 Jahre. Auf 100 weibliche Personen kamen 99,8 männliche Personen und auf 100 Frauen im Alter von 18 Jahren oder darüber kamen 99 Männer.
Das jährliche Durchschnittseinkommen eines Haushalts betrug 28.320 USD, das Durchschnittseinkommen einer Familie betrug 32.045 USD. Männer hatten ein Durchschnittseinkommen von 26.422 USD, Frauen 16.250 USD. Das Prokopfeinkommen betrug 15.350 USD. 19,2 Prozent der Familien und 24,0 Prozent der Einwohner lebten unterhalb der Armutsgrenze.

## Orte
- Brackettville | Pinto | Spofford